# Karl von Thielen
Karl Hermann Peter von Thielen, född 30 januari 1832 i Wesel, död 10 januari 1906 i Berlin, var en preussisk ämbetsman.
Thielen var först anställd vid provinsförvaltningen och inträdde 1864 i preussiska järnvägsstyrelsen. Han var 1867–80 ledamot av Rheinische Eisenbahn-Gesellschafts styrelse, men efter att den preussiska regeringen 1876 erhållit fullmakt av lantdagen att inköpa de privata banorna förstatligades nämnda järnvägsföretag 1880 och Thielen återvände då till statstjänst inom järnvägsförvaltningen. Under perioden juni 1891 till juni 1902 var Thielen minister för offentliga arbeten och ledde som sådan förstatligandet av de viktigaste återstående enskilda järnvägarna i Preussen. År 1900 upphöjdes han i adligt stånd.